# Arco (företag)
Atlantic Richfield Company (Arco; stiliserat som ARCO) är ett amerikanskt oljebolag som sedan 2000 ingår i brittiska BP. Bolaget grundades 1966.